# Tetragoneura vockerothi
Tetragoneura vockerothi är en tvåvingeart som beskrevs av Duret 1982. Tetragoneura vockerothi ingår i släktet Tetragoneura och familjen svampmyggor. Inga underarter finns listade i Catalogue of Life.